# Adabrock-Hort

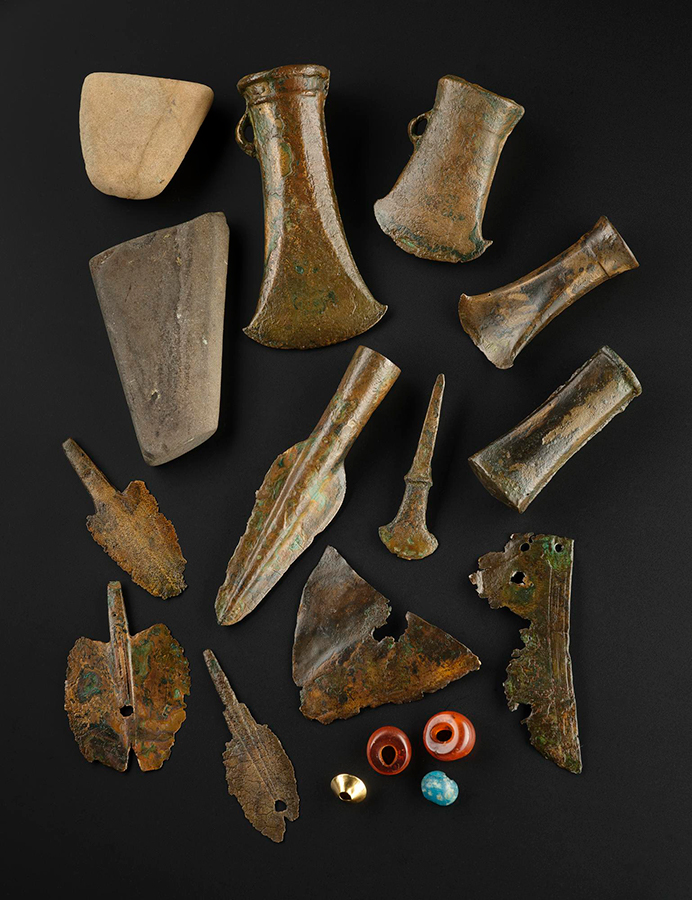
Hortfund von Adabrock mit Bronzewerkzeugen und kleinen Schmuckstücken.

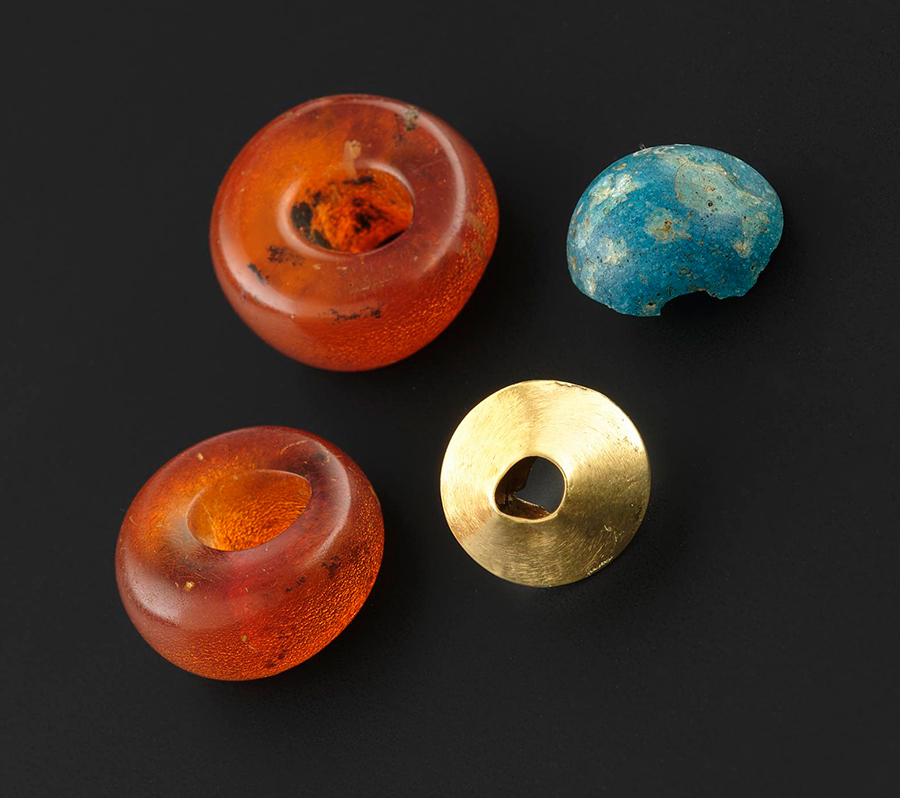
Gelochter Schmuck aus Bernstein, Glas und Gold, aus dem Hort von Adabrock

Der Adabrock-Hort ist eine um 1000–800 v. Chr. in der Nähe von Adabrock (schottisch-gälisch Adabroc), an der Nordspitze der Isle of Lewis in Schottland deponierte spätbronzezeitliche Artefaktsammlung, die 1910 beim Torfabbau in einer Tiefe von 2,7 bis 3,0 m entdeckt, ausgegraben und kurz danach vom National Museum of Antiquities of Scotland erworben wurde. Sie trägt die Nummer X.DQ 211-227.

## Hortfund
Der Hort wurde im Mai 1910 von Donald Murray beim Torfstechen entdeckt. Der Finder beschrieb die Artefakte als geschlossene Gruppe, die kleineren oben und die massigeren unten. Zu den Artefakten gehören zwei Tüllenbeile unterschiedlicher Größe, ein Tüllenmeißel mit einer Hohlschneide, eine Lanzenspitze, ein Griffangelmeißel und ein Tüllenhammer sowie drei Rasiermesser und wenige Perlen – zwei aus Bernstein, ein paar aus grünlichem Glas mit schwach weißen Flecken und eine aus Gold. Zudem wurden zwei Wetzsteine gefunden. Zwei Fragmente eines verzierten Bronzegefäßes – ein Kreuzattaschengefäß, das weitgehend korrodiert war – deuten darauf hin, dass die Gegenstände sich in diesem Gefäß befanden als sie deponiert wurden.